# Porky's
Série
Porky's 2
(1983)
Pour plus de détails, voir Fiche technique et Distribution.
Porky's ou Chez Porky au Québec est un film américano-canadien écrit et réalisé par Bob Clark et sorti en 1981.
Il raconte les escapades d'adolescents du lycée fictif Angel Beach de Floride en 1954. C'est une référence dans le genre de la comédie pour adolescents et il a influencé de nombreux scénaristes. Il s'agit du cinquième plus grand succès de 1982 aux États-Unis avec 160 millions $ de recettes pour un budget de 4 à 5 millions $. Il reçoit des critiques généralement positives au moment de sa sortie, mais elles deviennent plus mitigées voire négatives au fil des années.
Il connait deux suites : Porky's 2 (1983) et Porky's Contre-Attaque (1985), et une ashcan copy (en) (film de mauvaise qualité créé spécifiquement pour conserver les droits sur une franchise qui expirent souvent si elle n'est pas utilisée pendant une période de temps déterminée) intitulée Porky's Pimpin' Pee Wee (en) (2009).

## Synopsis
En 1954, une bande de collégiens délurés de Floride décident de se dépuceler.
Pour cela, deux solutions : trouver une fille facile à l'école pour les plus débrouillards et pour les autres, le bar à putes de Porky.

## Fiche technique
Sauf indication contraire, les informations mentionnées dans cette section peuvent être confirmées par les bases de données cinématographiques IMDb et Allociné,  présentes dans la section « Liens externes ».
- Titre original et français : Porky's
- Titre québécois : Chez Porky[1]
- Réalisation : Bob Clark
- Scénario : Bob Clark
- Musique : Paul Zaza et Carl Zittrer
- Décors : Reuben Freed
- Costumes : Mary E. McLeod et Larry S. Wells
- Photographie : Reginald H. Morris
- Son : Austin Grimaldi, Joe Grimaldi, Dino Pigat
- Montage : Stan Cole
- Production : Don Carmody et Bob Clark
  - Production déléguée : Harold Greenberg, Arnold Kopelson et Melvin Simon
  - Production associée : Gary Goch
- Sociétés de production : Melvin Simon Productions (États-Unis) et Astral Bellevue Pathé (Canada)
- Sociétés de distribution : Twentieth Century Fox (États-Unis) ; Astral Films (Canada)
- Budget : 4 millions de $[3]
- Pays de production :  États-Unis,  Canada
- Langue originale : anglais
- Format : couleur — 35 mm — 1,85:1 (Panavision) — son Mono
- Genre : comédie
- Durée : 94 minutes
- Dates de sortie[4] :
  - États-Unis, Canada : 19 mars 1982
  - France : 18 août 1982
- Classification :
  - États-Unis : interdit aux moins de 17 ans (R – Restricted)
  - Canada : interdit aux moins de 18 ans (R - Restricted)
  - Québec : 13 ans et plus (13+ / 13 years and over)
  - France : tous publics[5]

## Distribution
- Roger Wilson (VF : Vincent Ropion et V.Q. : Jacques Lavallée) : Mickey
- Dan Monahan (VF : Éric Baugin et V.Q. : Alain Gélinas) : Pee Wee
- Mark Herrier (VF : Franck Baugin) : Billy
- Wyatt Knight (VF : Lambert Wilson et V.Q. : Jacques Brouillet) : Tommy
- Cyril O'Reilly (V.Q. : Alain Zouvi) : Tim
- Tony Ganios (V.Q. : Hubert Gagnon) : Anthony Touporello dit « la trompe »
- Scott Colomby (VF : Gilles Laurent) : Brian Schwartz
- Chuck Mitchell (VF : Henry Djanik et V.Q. : Yves Massicotte) : Porky Wallace
- Alex Karras (VF : Yves Barsacq et V.Q. : Ronald France) : Le shérif Wallace
- Kaki Hunter (VF : Joëlle Guigui et V.Q. : Katherine Mousseau) : Wendy
- Kim Cattrall (VF : Anne Kerylen et V.Q. : Diane Arcand) : Honeywell "Lassie"
- Nancy Parsons (VF : Paule Emanuele et V.Q. : Mireille Thibault) : Mlle Balbricker
- Boyd Gaines (VF : Bernard Alane) : Coach Paul Brakett
- Doug McGrath (VF : Jacques Ciron) : Coach Fred Warren
- Art Hindle (en) (VF : Georges Poujouly et V.Q. : Jean Fontaine) : Ted Jarvis
- Wayne Maunder (VF : Marc de Georgi) : Cavanaugh
- Bill Hindman (VF : Raymond Loyer) : Coach Goodenough
- Jill Whitlow (VF : Françoise Dasque) : Mindy
- Susan Clark (VF : Francine Lainé et V.Q. : Monique Miller) : Mlle Chaton Fourre-Tout
- John Henry Redwood (VF : Georges Atlas) : John Conklin
- Eric Christmas (VF : Teddy Bilis et V.Q. : Ulric Guttinger) : M. Carter

Source et légende : Doublage Québec

## Distinctions
Source : Internet Movie Database

### Récompense
- Genie Awards 1983 : Golden Reel Award pour Harold Greenberg et Melvin Simon

### Nomination
- Genie Awards 1983 : meilleure performance d'un acteur dans un second rôle pour Doug McGrath

## Édition en vidéo
En France, le film Porky's est sorti en DVD le 5 septembre 2001.

## Suites
Le film fut un succès et engendra donc logiquement deux suites.